# اولئاندر سفید
اولئاندر سفید (انگلیسی: White Oleander) یا خرزهره سفید یک فیلم در ژانر داستان بلوغ و درام محصول کشور آمریکا است که در سال ۲۰۰۲ منتشر شد. بازیگران اصلی فیلم الیسون لومن در نقش اصلی آسترید مگنوسن و میشل فایفر هستند.

## بازیگران
- الیسون لومن
- میشل فایفر
- رابین رایت
- رنی زلوگر
- پاتریک فوگیت
- کول هاسر
- نوآ وایل
- کالی روخا
- الیسون مان
- بیلی کانلی
- تارین منینگ
- استیون روت
- جان بیلینگزلی
- ملیسا مک‌کارتی
- ایمی آکوئینو
- سم کاتلین
- سامانتا شلتون